# 玛丽亚·维多利亚·莫雷拉
玛丽亚·维多利亚·莫雷拉·比留恩达斯（西班牙語：María Victoria Morera Villuendas，1956年5月25日—2020年8月5日），女，马德里人，西班牙外交官。

## 生平
1956年生于马德里。1982年进入西班牙外交部工作。2002年7月，任外交部办公厅主任。2003年5月，任外交部次长。2004年至2007年，任驻比利时王国大使。2008年至2012年，任外交部领事保护与应急服务中心主任。2012年至2017年，任欧盟成员国、候补成员国、欧洲经济区国家双边关系总干事。2017年至2018年，任驻德国大使。2020年8月5日因癌症逝世。

## 荣誉
- 天主教伊莎贝尔大十字勋章（2004年）[3]